# Juliane Lorenz
Juliane Lorenz, née le 2 août 1957 à Mannheim, dans le Bade-Wurtemberg, est une actrice, régisseuse, monteuse et productrice de cinéma allemande. 

## Biographie
Juliane Lorenz, qui a été la compagne de Rainer Werner Fassbinder (1945–1982) durant les six dernières années de sa vie, est l'héritière du cinéaste ainsi que de sa mère Liselotte Eder (1922–1993). Elle préside la fondation Rainer Werner Fassbinder.

## Filmographie

### Monteuse
- 1986 : Le Roi des roses de Werner Schroeter
- 1988 : La amiga de Jeanine Meerapfel